# Kochari
Kochari (em armênio/arménio:  Քոչարի, em azeri:  Köçəri, em grego:  Κότσαρι Kotsari, em curdo:  Koçerî; em turco:  Koçari) é uma dança folclórica armênia, dançada atualmente por Armênios, Assírios, Azerbaijanos, Curdos, Gregos Pônticos e Turcos. É uma forma de dança circular.
Kochari é um tipo de dança, não uma dança específica. Cada região das Terras Altas da Armênia tinha seu próprio Kochari, com sua maneira única de dança e música. Um tipo de "Yalli", uma dança comum aos Azerbaijanos, Assírios, e Curdos tem formas diferentes conhecidas como Kochari.

## Etimologia
- Em Armênio, Kochari significa literalmente "joelho-vim". Կօչ (koç) significa "joelho" e արի (ari) significa "vem".[carece de fontes?]

### Etimologias Folclóricas
- Em Azerbaijão, "köç" significa "mover", usado tanto como um verbo como um substantivo, o último usado mais no contexto de viagem dos nômades. "Köçəri" também é um adjetivo e um substantivo, que significa "nômade" e "nomadismo" ao mesmo tempo.
- Em Grego Pôntico, do Grego "κότσι" (em Grego Pôntico, "κοτς") que significa "calcanhar" (do Grego Medieval "κόττιον" que significa o mesmo) e "αίρω" que significa "elevar", todos juntos "elevando o calcanhar", já que os gregos consideram que o calcanhar é a parte principal do pé que o dançarino usa.
- Em a palavra para nômades é Koçer, já que o nome de Koçerî o torna "Nomadiano".[8]

## Versões
John Blacking descreve o Kochari da seguinte maneira:
| “ | Dança grupal, quando os dançarinos imitam as cabras salteadas, é conhecida como kochari. Os dançarinos ficam a lado a lado, segurando as mãos um do outro. O tempo da dança varia de moderado a rápido. Agachar e empurrar um oponente imaginaril são seguidos por saltos altos. | ” |

### Armênia

Uma parte do Kochari armênio

Os armênios têm dançado Kochari há mais de mil anos.  A dança é dançada por um ritmo de Predefinição:Music. Os dançarinos formam um círculo fechado, colocando as mãos nos ombros uns dos outros.
A dança é dançada tanto por homens como por mulheres, e pretende ser intimidante. As formas mais modernas de Kochari adicionaram um "passo tremolo", que envolve agitar todo o corpo. Ele se espalhou pela parte oriental da Armênia após o Genocídio Armênio.

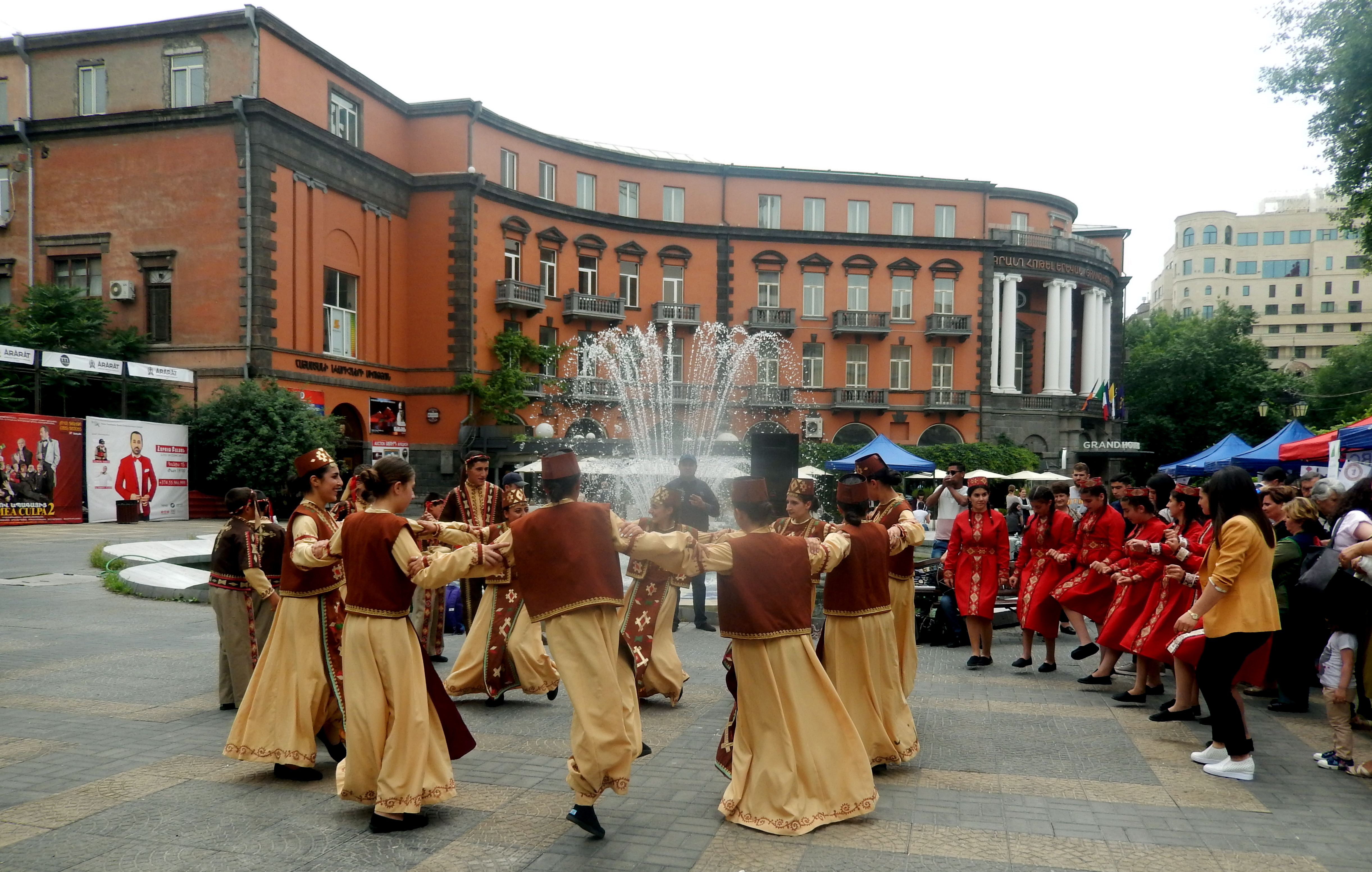
Kochari dance in Aznavour Square

### Koçerî Curdos
Koçerî é uma forma especial da dança Kurdish "Delîlo" ou "Şêxanî", e como o nome diz, é muito comum e mais freqüentemente dançada pelos nômades curdos. Koçerî simplesmente significa "nomadiano" em Curdo, onde "Koçer" significa nômade, portanto o termo é usado pelos curdos para a dança que os nômades dançam. Entre os nômades curdos, no entanto, esta é uma especialidade, e não a única dança que conhecem.[carece de fontes?]

### Kotsari Pôntico Grego
O Pôntico Gregos e Armênios têm muitas danças vigorosas como o Kochari.
UAo contrário da maioria das danças pônticas, o Kotsari está em um ritmo (Predefinição:Music), originalmente dançada em círculos fechados. A dança é muito popular hoje; no entanto, muitas vezes é dançado de forma diferente do original. Há um salto duplo consistente e vicioso, também conhecido como tremoulo. É dançado com mão no ombro e movendo-se para a direita. Existem poucas variações que podem ser adicionadas ao passo. É uma dança que tenta assustar os espectadores. No início, é dançada por homens e mulheres. Então, os homens vão na frente e fazem suas figuras.[carece de fontes?]